# Loire
A Loire (ejtsd: loár, okcitánul Léger) Franciaország leghosszabb folyója.

## Nevének eredete
A folyó latin neve Liger, ami a gall liga szóból származik; jelentése lerakódás, hordalék.

## Földrajzi adatok
A folyó a Francia-középhegységben, a Cévennekben, a Gerbier-de-Jon déli lejtőjén ered 1408 méter magasan. Majd északnak folyik, Orléans-nál egy hatalmas kanyar után nyugatnak veszi az irányt és Saint-Nazaire városnál torkollik az Atlanti-óceán Vizcayai-öblébe. A hossza 1004 km, vízgyűjtő területe 117 356 km². Közepes vízhozama 931 m³ másodpercenként.

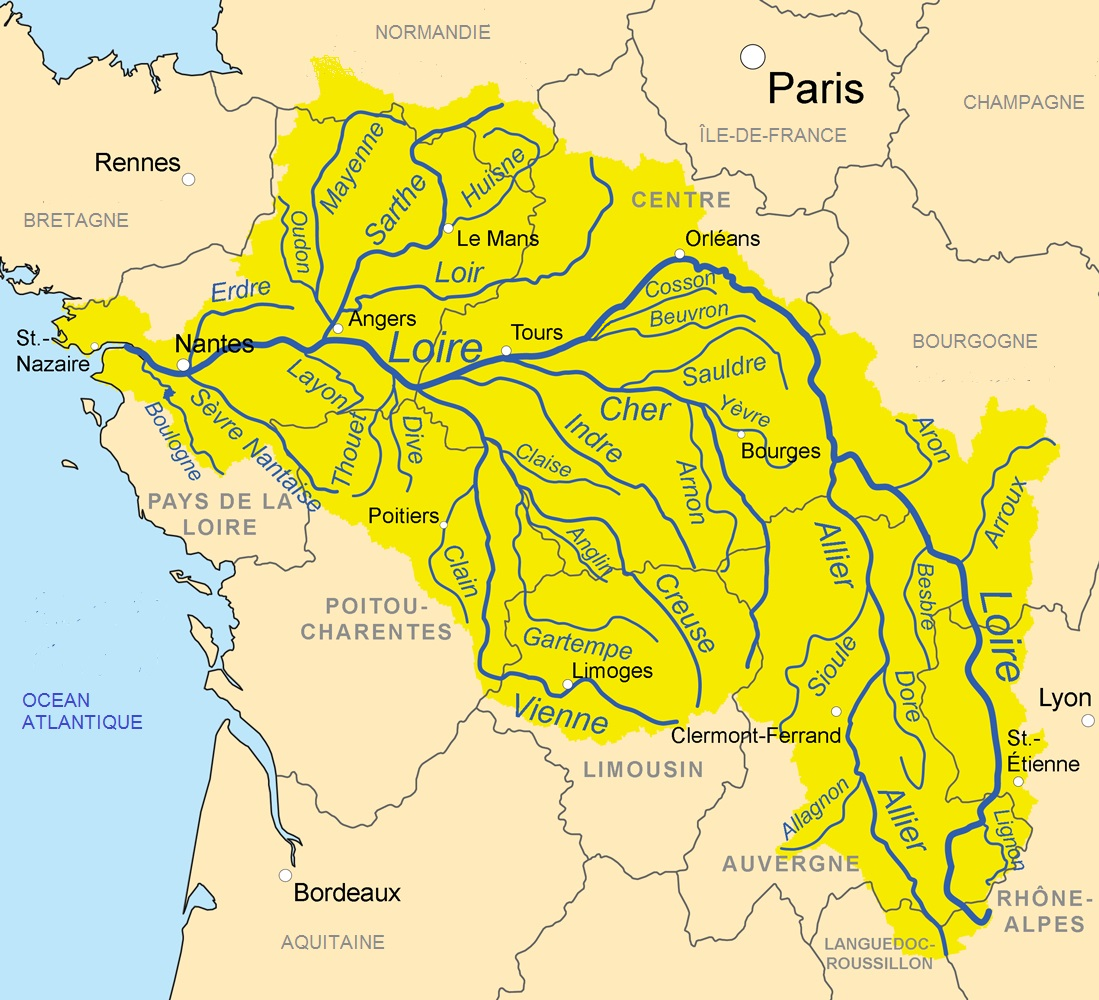
A Loire mellékfolyói

Mellékfolyói a Furan, Lignon, Cher, Reins, Arroux, Bresbre, Aron, Nièvre, Loiret, Beuvron, Thouet, Layon, Èvre, Erdre, Sèvre Nantaise, Chézine, Indre, Acheneau, Allier, Authion, Maine, Brivet és Vienne.
A Loire óceánjáró hajókkal Nantes-ig (35 km) hajózható. Az árvízveszély miatt alsó szakaszán magas töltések közt folyik.
Völgyében szőlőskertek vannak, és itt épültek Orléans és Angers között a turisták által kedvelt reneszánsz kastélyok. A Loire völgye 2000 óta az UNESCO által jegyzett világörökség része.
A folyó vize 4 atomerőmű reaktorát is hűti.

## Megyék és városok a folyó mentén
- Ardèche
- Haute-Loire: Le Puy-en-Velay
- Loire: Feurs, Roanne
- Saône-et-Loire: Digoin
- Allier
- Nièvre: Nevers
- Cher: Sancerre
- Loiret: Gien, Orléans
- Loir-et-Cher: Blois
- Indre-et-Loire: Amboise, Tours
- Maine-et-Loire: Saumur, Montsoreau
- Loire-Atlantique: Ancenis, Nantes, Saint-Nazaire

## Képek

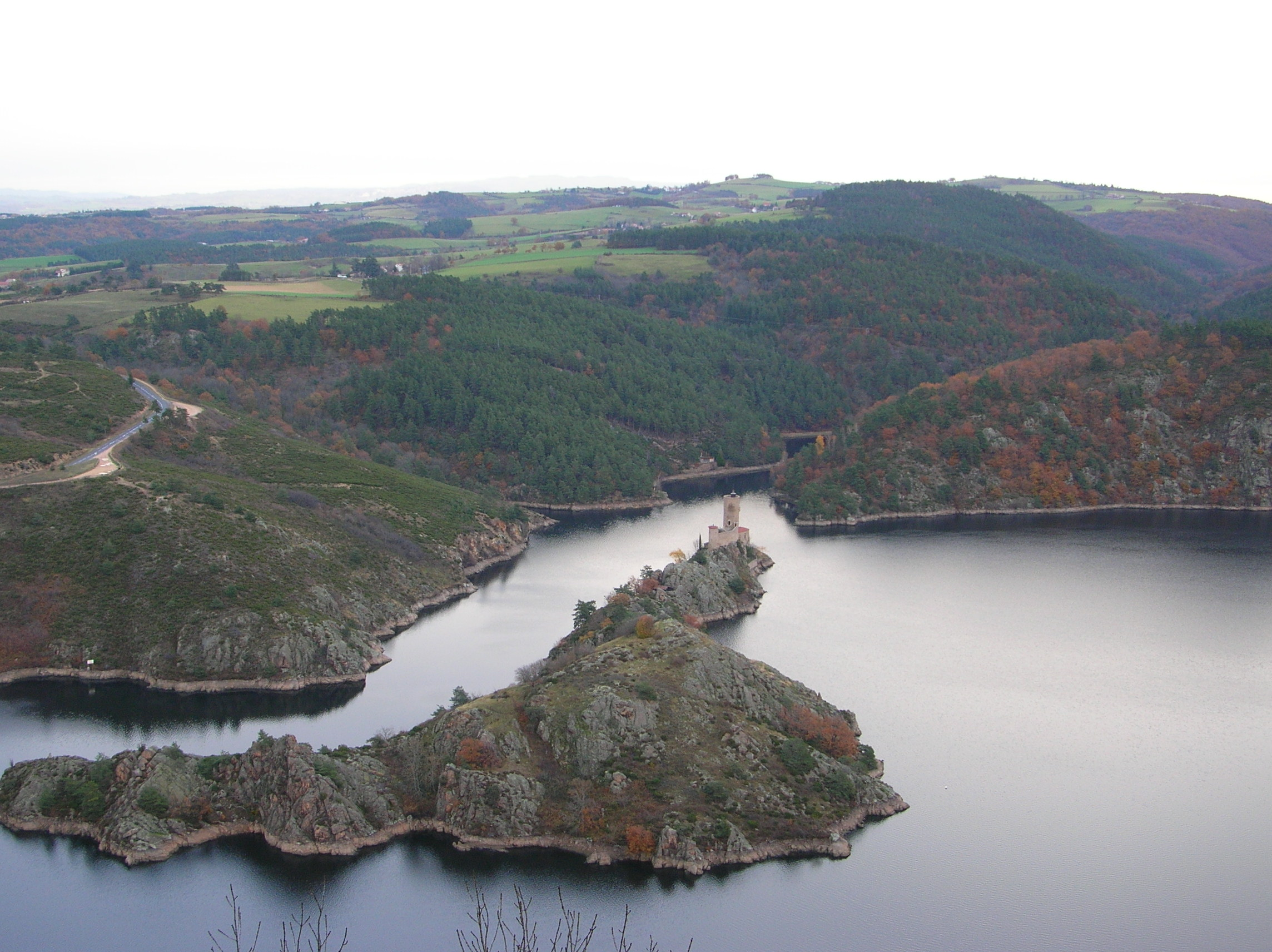
Chambles
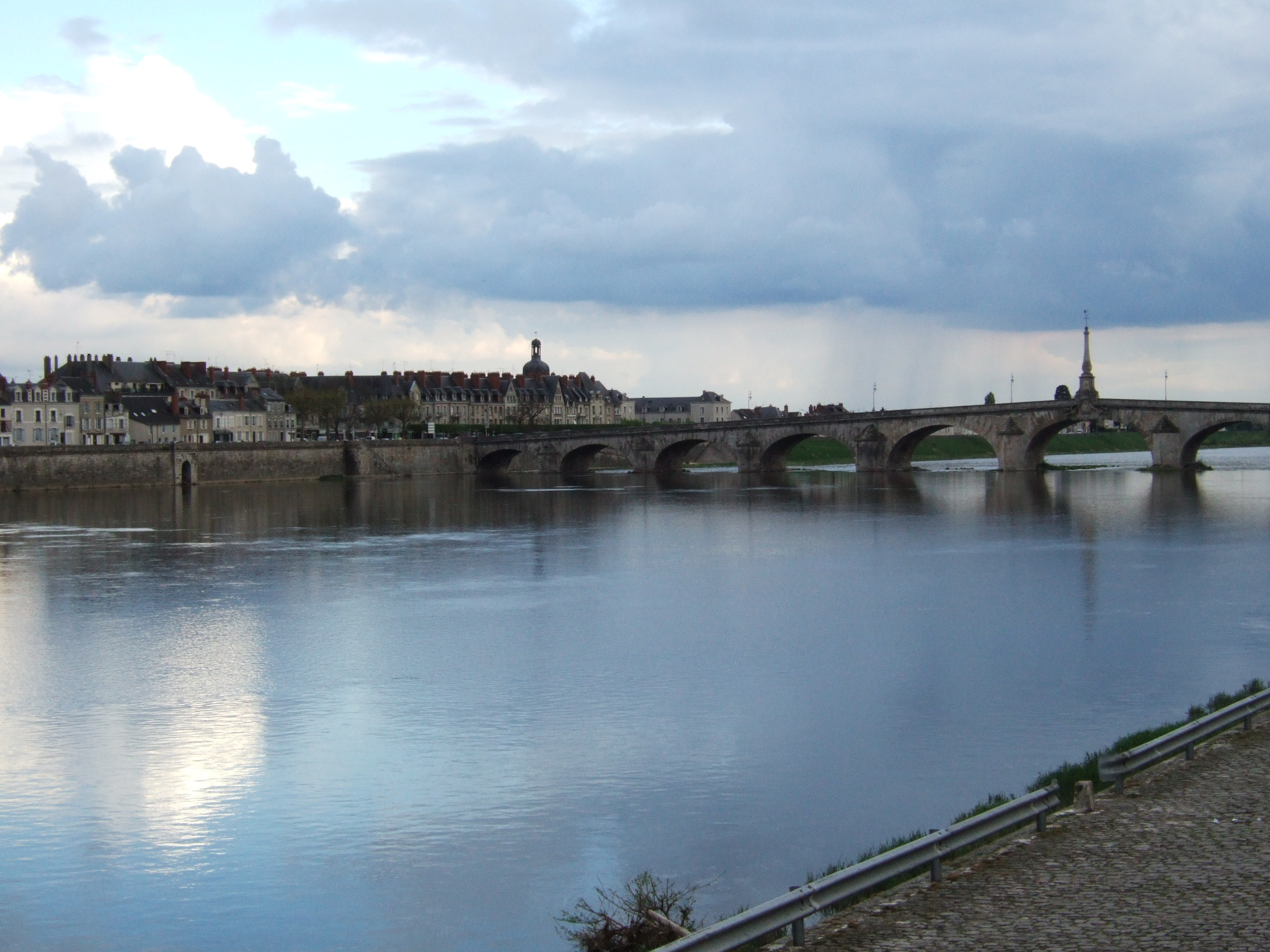
Blois
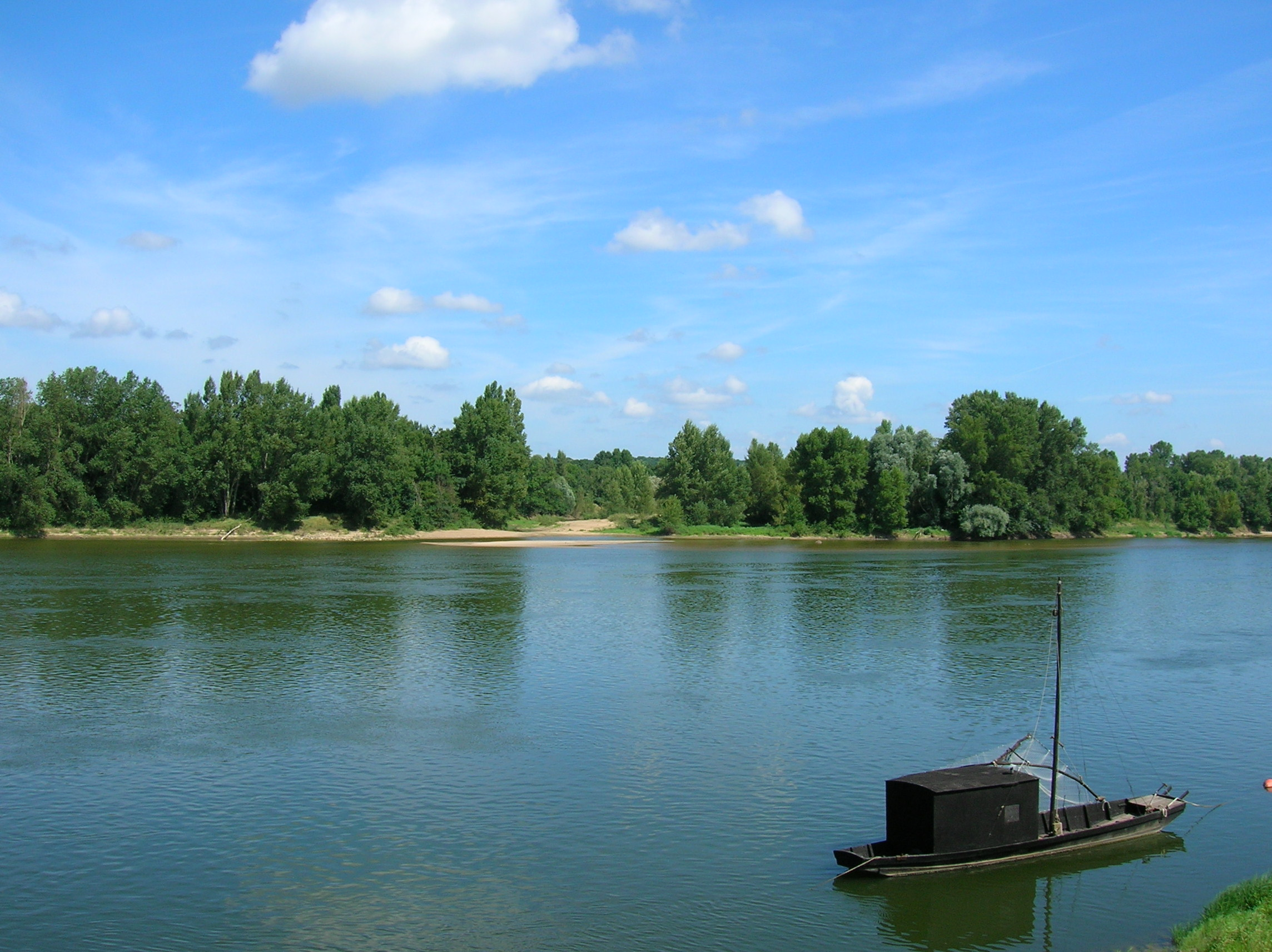
Bréhémont
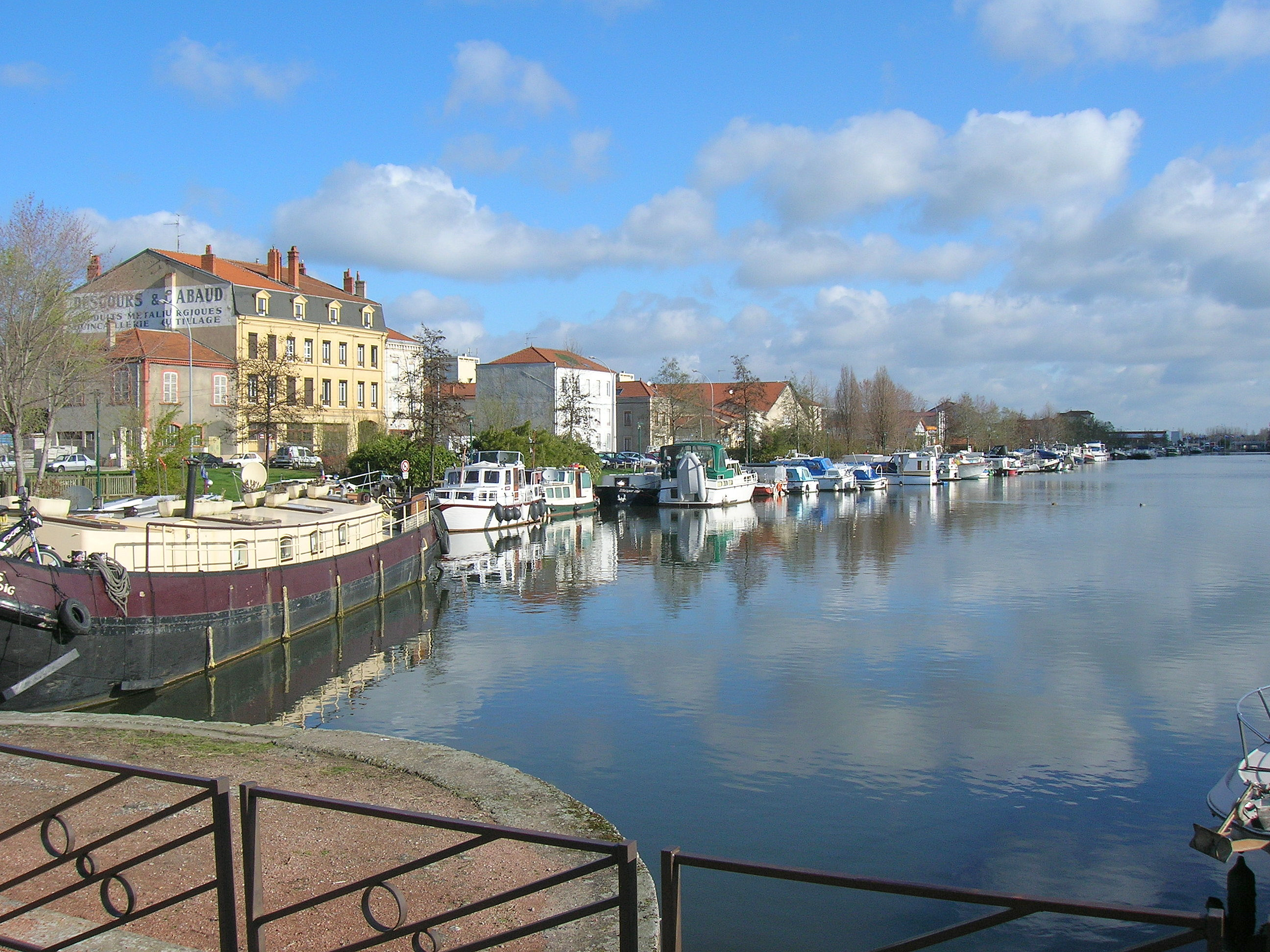
Roanne